# والنات کریک (اوهایو)
والنات کریک (به انگلیسی: Walnut Creek) یک منطقهٔ مسکونی در ایالات متحده آمریکا است که در اوهایو واقع شده‌است. والنات کریک ۵٫۸ کیلومتر مربع مساحت و ۸۷۸ نفر جمعیت دارد و ۳۶۲٫۷۲ متر بالاتر از سطح دریا واقع شده‌است.